# Indentation (matériau)
Pour les articles homonymes, voir Indentation.
 (février 2012).
Si vous disposez d'ouvrages ou d'articles de référence ou si vous connaissez des sites web de qualité traitant du thème abordé ici, merci de compléter l'article en donnant les références utiles à sa vérifiabilité et en les liant à la section « Notes et références ».
L'indentation est une technique de mesure de propriétés mécanique des matériaux. Si la force et la pénétration ne sont pas enregistrées au cours de l'essai, elle ne permet que de mesurer la dureté d'un matériau. Si elles sont enregistrées et contrôlées, on parle d'indentation instrumentée. 

## Principe
L'indentation non-instrumentée consiste à appliquer une charge, dans des conditions déterminées, à la surface du matériau, à l'aide d'un indenteur ou pénétrateur. Après l'essai, le matériau s'étant déformé, on observe une empreinte que l'on peut mesurer. Les conditions d'essai sont la géométrie de l'indenteur, la force et la dureté.

## Typologie
- Dureté Vickers (HV), qui a l’échelle la plus large.
- Dureté Brinell (HB)
- Dureté Knoop (HK), pour des mesures de petite épaisseur.
- Dureté Janka, pour le bois.
- Dureté Rockwell (HR), principalement aux États-Unis.